# Mercedes Carvajal de Arocha
Mercedes Carvajal de Arocha được gọi là Lucila Palacios (8 tháng 11 năm 1902 - 31 tháng 8 năm 1994) là một nhà văn, chính trị gia và nhà ngoại giao của Trinidad-Venezuela. Bà là thành viên phụ nữ đầu tiên của Academia Venezolana de la Lengua.

## Đời sống
Carvajal được sinh ra trên đảo Trinidad vào năm 1902 tại Cảng Tây Ban Nha. bà lấy danh hiệu của Lucila Palacios. Bà đã chọn tên của Lucila để vinh danh nhà thơ người Chile, Gabriela Mistral, tên thật là Lucila. Họ mới của bà được lấy từ Concepción Palacios, mẹ của Simon Bolivar. bà kết hôn với Carlos Arocha và họ có bốn đứa con.
Năm 1931, bà bắt đầu viết và năm 1947, bà là đại diện trong Quốc hội lập hiến quốc gia. Từ 1948 đến 1952, bà là thượng nghị sĩ. Trong thời gian này bà bị hãm hiếp. Bà được biết đến với việc bảo vệ quyền của phụ nữ và trẻ em.
bà viết truyện ngắn, thơ và tiểu thuyết bằng tiếng Tây Ban Nha. Bà đã giành được một số giải thưởng danh giá và bà là thành viên phụ nữ đầu tiên của Viện hàn lâm Venezuela, người quan tâm đến tiếng Tây Ban Nha của Venezuela.
Năm 1963, bà trở thành đại sứ của đất nước mình tại Uruguay.
Carvajal qua đời ở Caracas năm 1994.

## Di sản
Tiểu thuyết của bà đã được nghiên cứu và xuất bản thành Tiểu thuyết chính trị của Lucila Palacios và Marta Lynch.